# Trinitarischer Segen

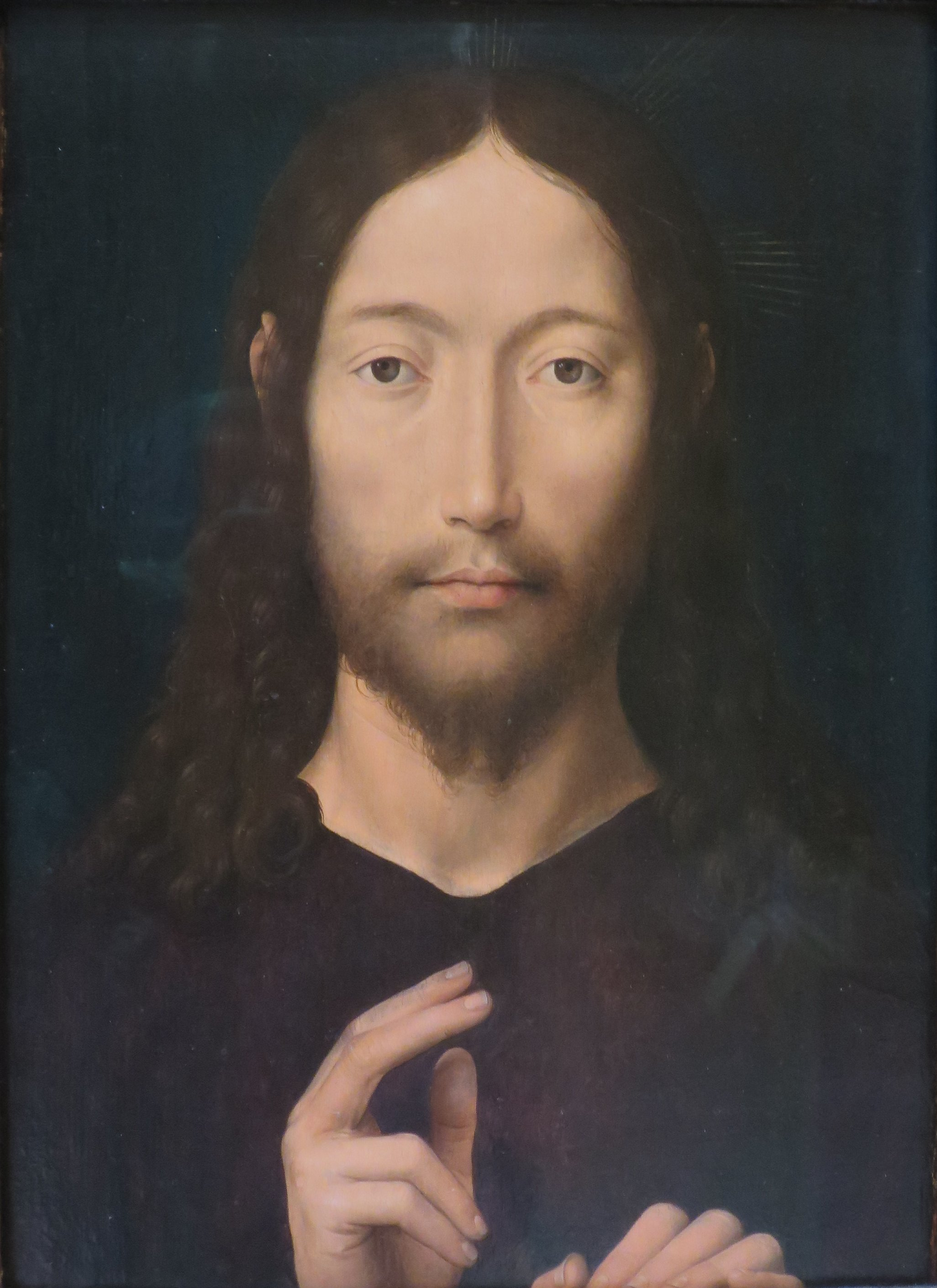
Segnender Christus, Ölbild von Hans Memling, 1478

Der Trinitarische Segen ist neben dem aaronitischen Segen die in den christlichen Kirchen am häufigsten verwendete Segensformel. In der katholischen Kirche wird er in der heiligen Messe vor dem Entlassungsruf erteilt, oft auch als Abschluss eines feierlichen Segens, der an bestimmten Tagen und bei besonderen Anlässen gespendet werden kann. Bei der Nennung der Personen der Dreifaltigkeit macht der Zelebrant das Kreuzzeichen über die Gläubigen. Diese antworten mit Amen.

## Wortlaut
„Es segne euch der allmächtige Gott, der Vater und der Sohn und der Heilige Geist.“